# Amortecedor de massa sintonizada

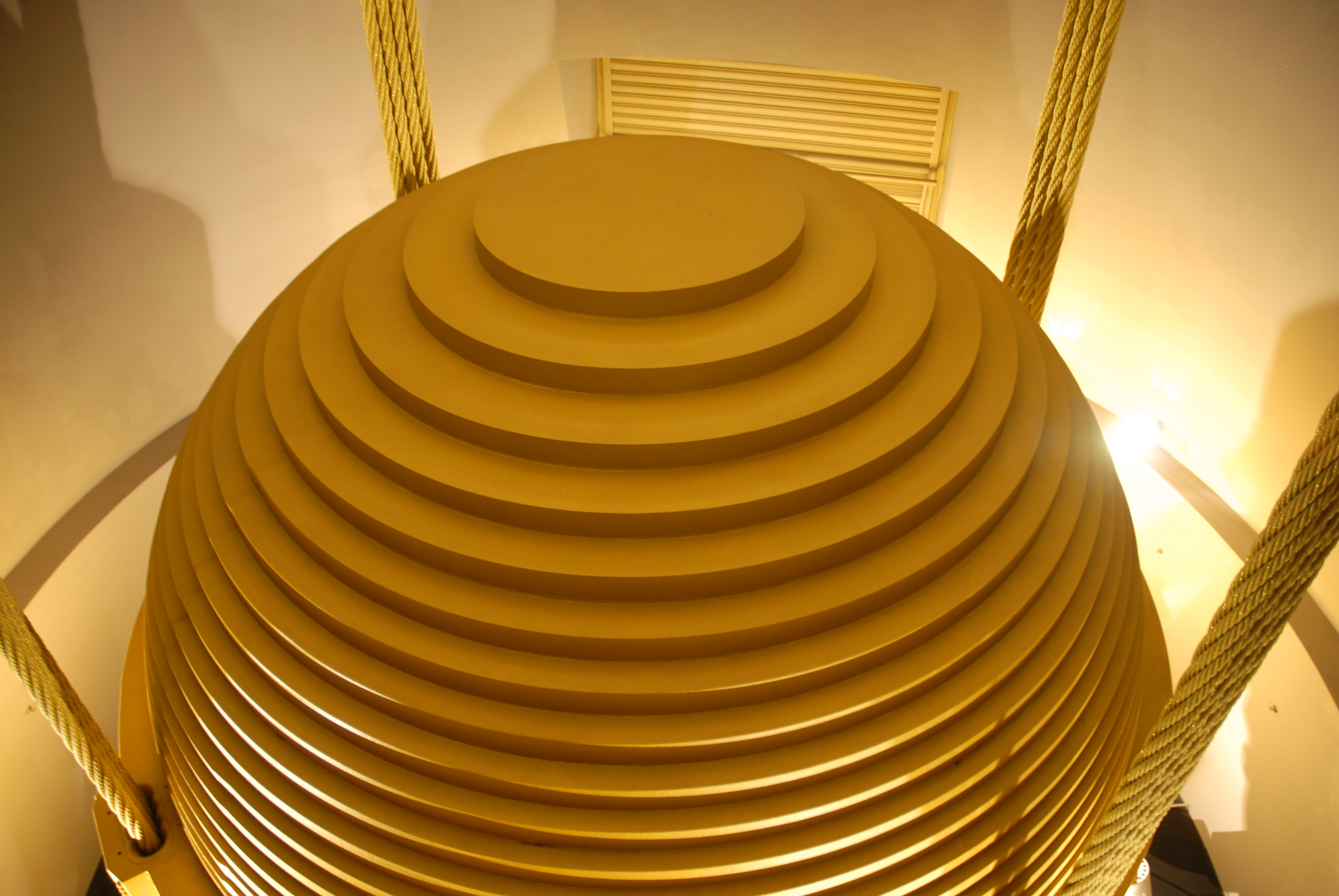
Amortecedor de massa sintonizado no topo de Taipei 101

Um amortecedor de massa sintonizada (TMD do inglês tuned mass damper), também conhecido como amortecedor harmônico ou amortecedor sísmico, é um dispositivo montado em uma estrutura para reduzir as vibrações mecânicas, constituído por uma massa montada em uma ou mais molas. Sua frequência de oscilação é ajustada para ser semelhante à frequência de ressonância do objeto em que está montado e reduz a amplitude máxima do objeto enquanto pesa muito menos do que ele.
Os TMDs podem evitar desconforto, danos ou falha estrutural total. Eles são frequentemente usados em transmissão de energia, automóveis e edifícios.

## Princípio

Um esquema de um sistema de amortecedor de massa de mola simples usado para demonstrar o sistema amortecedor de massa sintonizada.

Amortecedor de massa sintonizada se estabilizam contra movimentos violentos causados por vibração harmônica. Eles usam um componente para reduzir a vibração de um sistema de forma que suas vibrações de pior caso sejam menos intensas.  A grosso modo, os sistemas práticos são ajustados para mover para longe de uma frequência de excitação problemática ou para adicionar amortecimento a uma ressonância que é difícil ou cara de amortecer diretamente. Um exemplo deste último é um amortecedor de torção do virabrequim. Amortecedores de massa são frequentemente implementados com um componente de fricção ou hidráulico que transforma energia cinética mecânica em calor, como um amortecedor automotivo.
Dado um motor com massa m1 fixado através de suportes de motor ao solo, ele vibra enquanto opera e os suportes macios do motor atuam como uma mola e amortecedor paralelos, k1 e c1. A força nos suportes do motor é F0. De modo a reduzir a força máxima nos apoios do motor à medida que o motor opera em uma faixa de velocidades, uma massa menor, m2, é conectada a m1 por uma mola e um amortecedor, k2 e c2. F1 é a força efetiva no motor devido ao seu funcionamento.

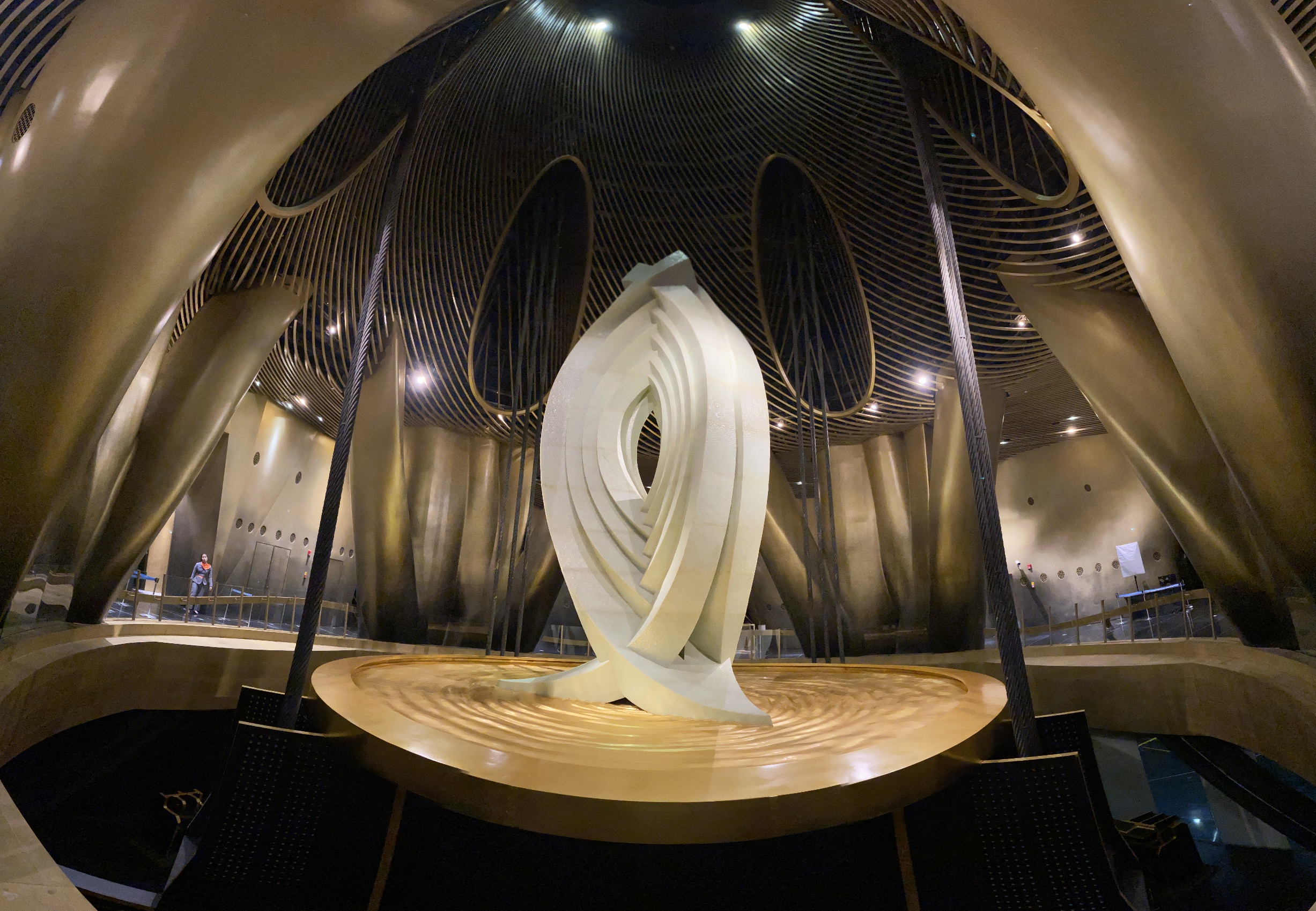
O TMD da Shanghai Tower tem cerca de 1000 toneladas e é encimado por uma escultura

É possível percecionar o efeito de um amortecedor de massa sintonizado em um sistema simples mola-massa-amortecedor, excitado por vibrações com uma amplitude de uma unidade de força aplicada à massa principal, m 1. Uma medida importante de desempenho é a relação entre a força nas montagens do motor e a força que faz o motor vibrar,⁠F0/F1⁠. Isso pressupõe que o sistema é linear, portanto, se a força no motor dobrar, o mesmo acontecerá com a força no motor. A linha azul representa o sistema de linha de base, com uma resposta máxima de 9 unidades de força em cerca de 9 unidades de frequência. A linha vermelha mostra o efeito da adição de uma massa sintonizada de 10% da massa da linha de base. Ele tem uma resposta máxima de 5,5, na frequência de 7. Como efeito colateral, ele também tem um segundo modo normal e vibrará um pouco mais do que o sistema de linha de base em frequências abaixo de cerca de 6 e acima de cerca de 10.
As alturas dos dois picos podem ser ajustadas alterando a rigidez da mola no amortecedor de massa sintonizado. Alterar o amortecimento também altera a altura dos picos, de uma forma complexa. A divisão entre os dois picos pode ser alterada alterando a massa do amortecedor ( m 2 ).

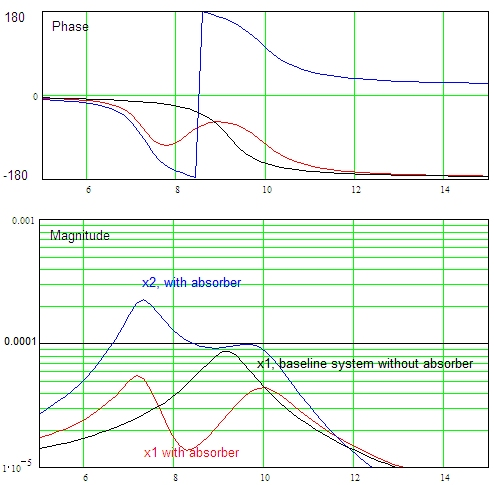
Um gráfico de Bode de deslocamentos no sistema com e sem a massa sintonizada de 10%.

O gráfico de Bode é mais complexo, mostrando a fase e a magnitude do movimento de cada massa, para os dois casos, em relação a F 1.
Nos gráficos à direita, a linha preta mostra a resposta da linha de base ( m 2 = 0). Agora considerando m 2 = ⁠m1/10⁠ a linha mostra azul o movimento da massa de amortecimento e a linha mostra vermelhas do movimento da massa principal. O gráfico de amplitude mostra que em baixas frequências, a massa de amortecimento ressoa muito mais do que a massa primária. O gráfico de fase mostra que em baixas frequências, as duas massas estão em fase. À medida que a frequência aumenta, m 2 sai de fase com m 1 até cerca de 9,5 Hz é 180 ° fora de fase com m 1, maximizando o efeito de amortecimento ao maximizar a amplitude de x 2 - x 1, isso maximiza a energia dissipada em c 2 e simultaneamente puxa a massa primária na mesma direção em que o motor é montado.

## Amortecedores de massa em automóveis

### No automobilismo
O amortecedor de massa afinado foi apresentado como parte do sistema de suspensão da Renault, em seu carro de F1 de 2005 (o Renault R25 ), no Grande Prêmio do Brasil de 2005. O sistema foi inventado pelo Dr. Robin Tuluie e, segundo consta, reduziu os tempos de volta em 0,3 segundos: um ganho fenomenal para um dispositivo relativamente simples.  Os Comissários da reunião consideraram legal, mas a FIA apelou dessa decisão.
Duas semanas depois, o Tribunal Internacional de Apelação da FIA considerou o amortecedor em massa ilegal.   Foi considerado ilegal, porque a massa não estava rigidamente fixada ao chassi e, devido à influência que teve na atitude de inclinação do carro, que por sua vez afetou significativamente a folga sob o carro e, portanto, os efeitos do solo do carro, para ser um dispositivo aerodinâmico móvel e, portanto, influenciar ilegalmente o desempenho da aerodinâmica.

### Carros de produção
Amortecedores de massa ajustados são amplamente usados em carros de produção, normalmente na polia do virabrequim para controlar a vibração de torção e, mais raramente, os modos de flexão do virabrequim. Eles também são usados na linha de transmissão para giro de engrenagens e em outros lugares para outros ruídos ou vibrações no escapamento, corpo, suspensão ou em qualquer outro lugar. Quase todos os carros modernos terão um amortecedor de massa e alguns podem ter dez ou mais.
O projeto usual do amortecedor no virabrequim consiste em uma fina faixa de borracha entre o cubo da polia e o aro externo. Esse dispositivo, geralmente chamado de amortecedor harmônico, está localizado na outra extremidade do virabrequim, do lado oposto de onde estão o volante e a transmissão. Um projeto alternativo é o amortecedor de pêndulo centrífugo, usado para reduzir as vibrações de torção do motor de combustão interna em alguns carros modernos.

## Amortecedores de massa em naves espaciais
Uma proposta para reduzir a vibração no impulsionador de combustível sólido Ares da NASA usou 16 amortecedores de massa sintonizados como parte de uma estratégia de projeto para reduzir as cargas de pico de 6 g para 0,25 g, os TMDs responsáveis pela redução de 1 g para 0,25 g, o descanso sendo feito por isoladores de vibração convencionais entre os estágios superiores e o booster.  

## Amortecedores em linhas de transmissão de energia

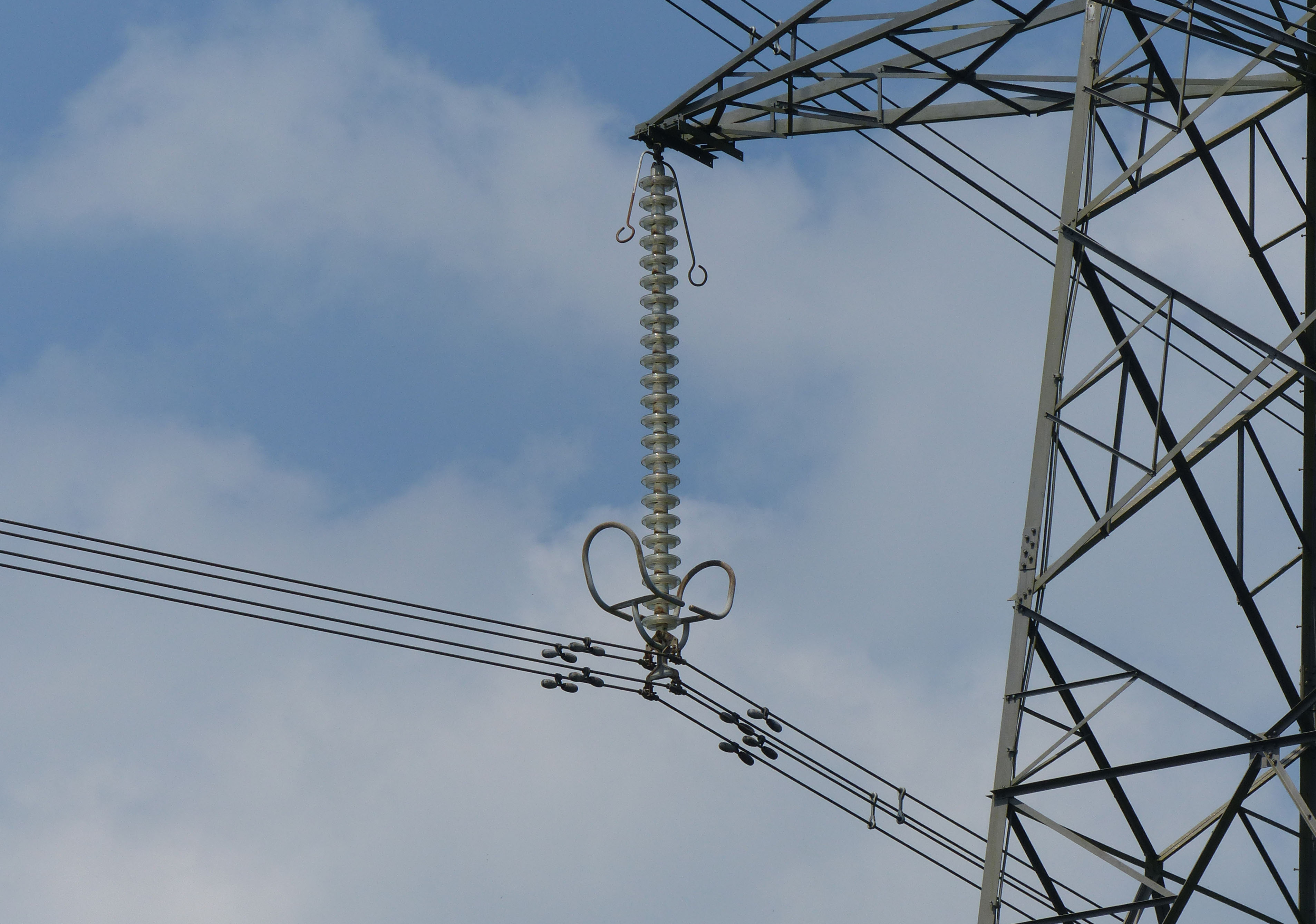
Os pequenos objetos pretos presos aos cabos são amortecedores Stockbridge neste 400 linha de energia kV perto de Castle Combe, Inglaterra

As linhas de alta tensão geralmente têm pequenos amortecedores Stockbridge em forma de barra pendurados nos fios para reduzir a oscilação de alta frequência e baixa amplitude denominada flutter.  

## Amortecedores em turbinas eólicas
Um amortecedor de massa sintonizado padrão para turbinas eólicas consiste em uma massa auxiliar fixada à estrutura principal através de molas e elementos de amortecedor. A frequência natural do amortecedor de massa sintonizado é definida basicamente por sua constante de mola e a razão de amortecimento determinada pelo amortecedor. O parâmetro sintonizado do amortecedor de massa sintonizado permite que a massa auxiliar oscile com uma mudança de fase em relação ao movimento da estrutura. Em uma configuração típica, uma massa auxiliar pendurada abaixo da nacela de uma turbina eólica suportada por amortecedores ou placas de fricção. 

## Amortecedores em edifícios e estruturas relacionadas

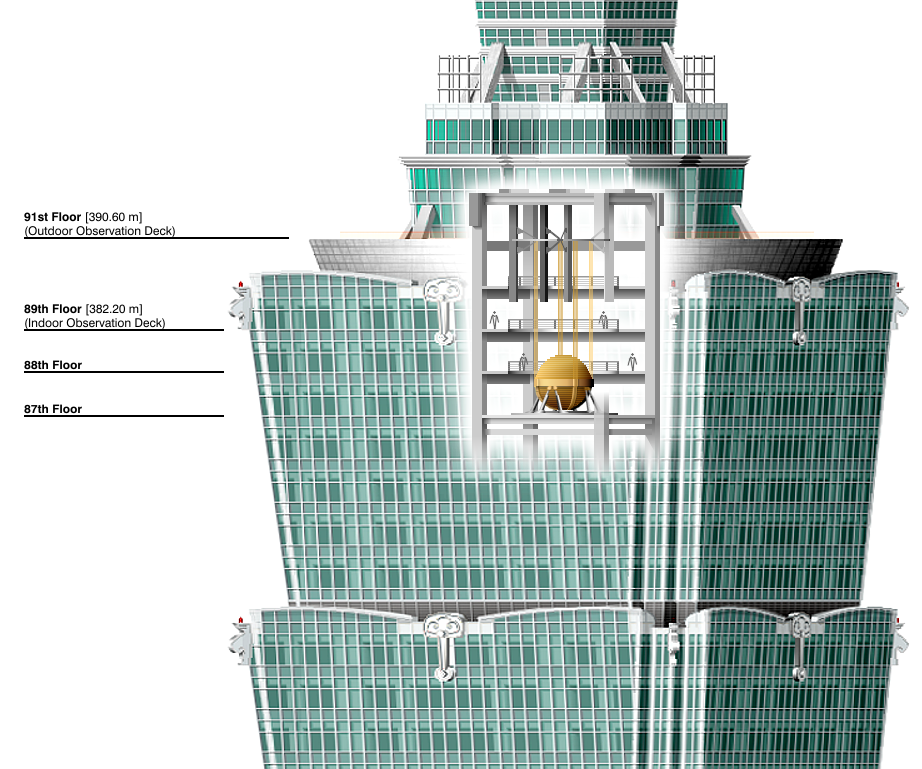
Localização do maior amortecedor de massa sintonizado do Taipei 101

Quando instalados em edifícios, os amortecedores são tipicamente grandes blocos de concreto ou corpos de aço montados em arranha -céus ou outras estruturas, que se movem em oposição às oscilações de frequência de ressonância da estrutura através de molas, fluidos ou pêndulos.